# ريكاردو سالامبسي
ريكاردو سالامبسي (بالإندونيسية: Ricardo Salampessy)‏، من مواليد 18 فبراير 1984 في أمبون في أندونيسيا، لاعب كرة قدم أندونيسي.
بدأ مسيرته الكروية مع نادي برسيوا وامينا في عام 2004، ولعب معهم حتى عام 2006، ومنذ عام 2006 وهو يلعب مع نادي برسيبورا جايابورا.
و قد بدأ باللعب مع منتخب أندونيسيا لكرة القدم في عام 2006.

## روابط خارجية
- ريكاردو سالامبسي على موقع قاعدة بيانات كرة القدم.إي يو (الإنجليزية)
- ريكاردو سالامبسي على موقع ناشيونال فوتبول تيمز (الإنجليزية)
- ريكاردو سالامبسي على موقع Soccerway.com (الإنجليزية)
- ريكاردو سالامبسي على موقع كووورة